# Altica lythri
Altica lythri är en skalbaggsart som beskrevs av Aubé 1843. Altica lythri ingår i släktet Altica, och familjen bladbaggar. Arten är reproducerande i Sverige.

## Bildgalleri

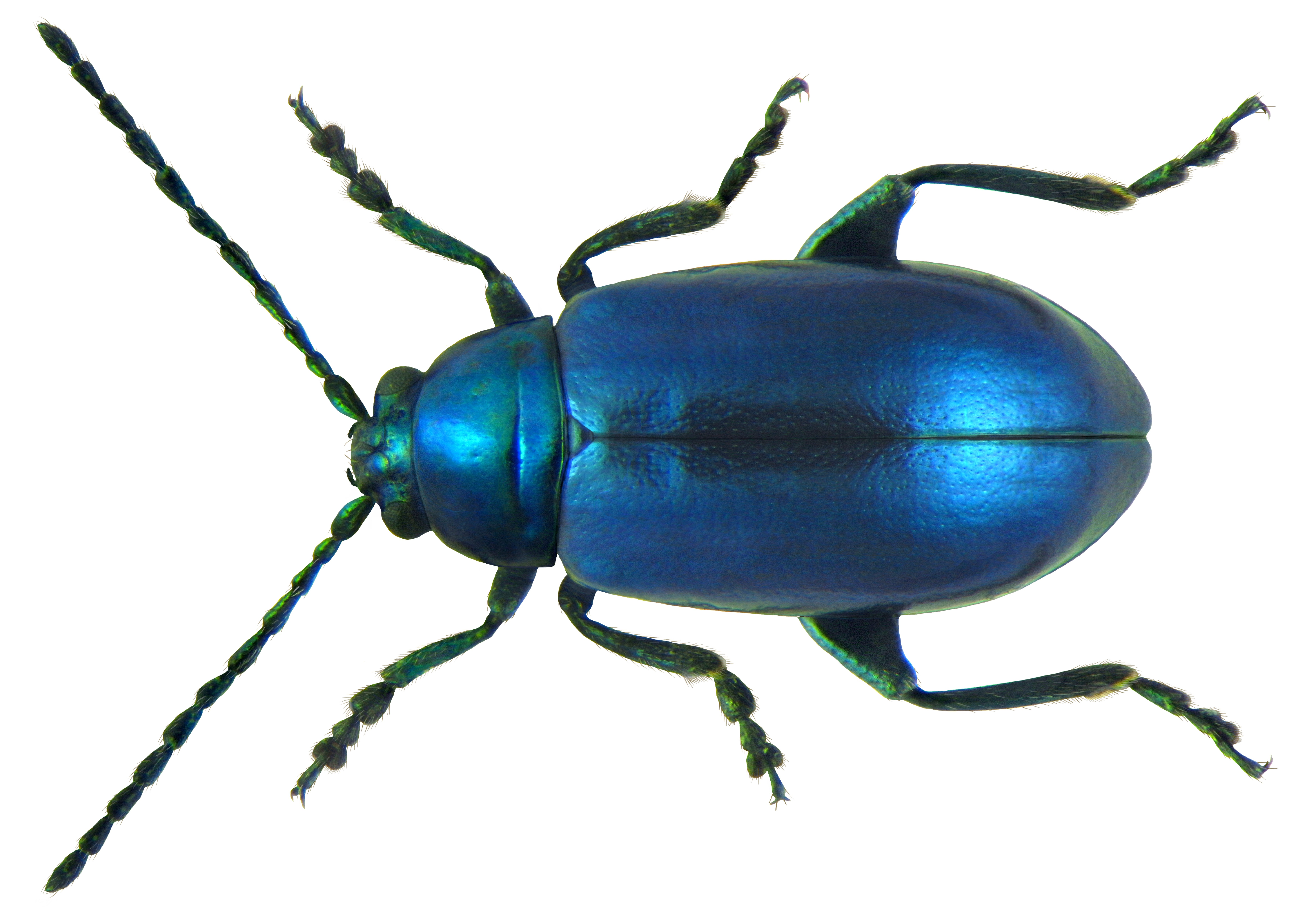
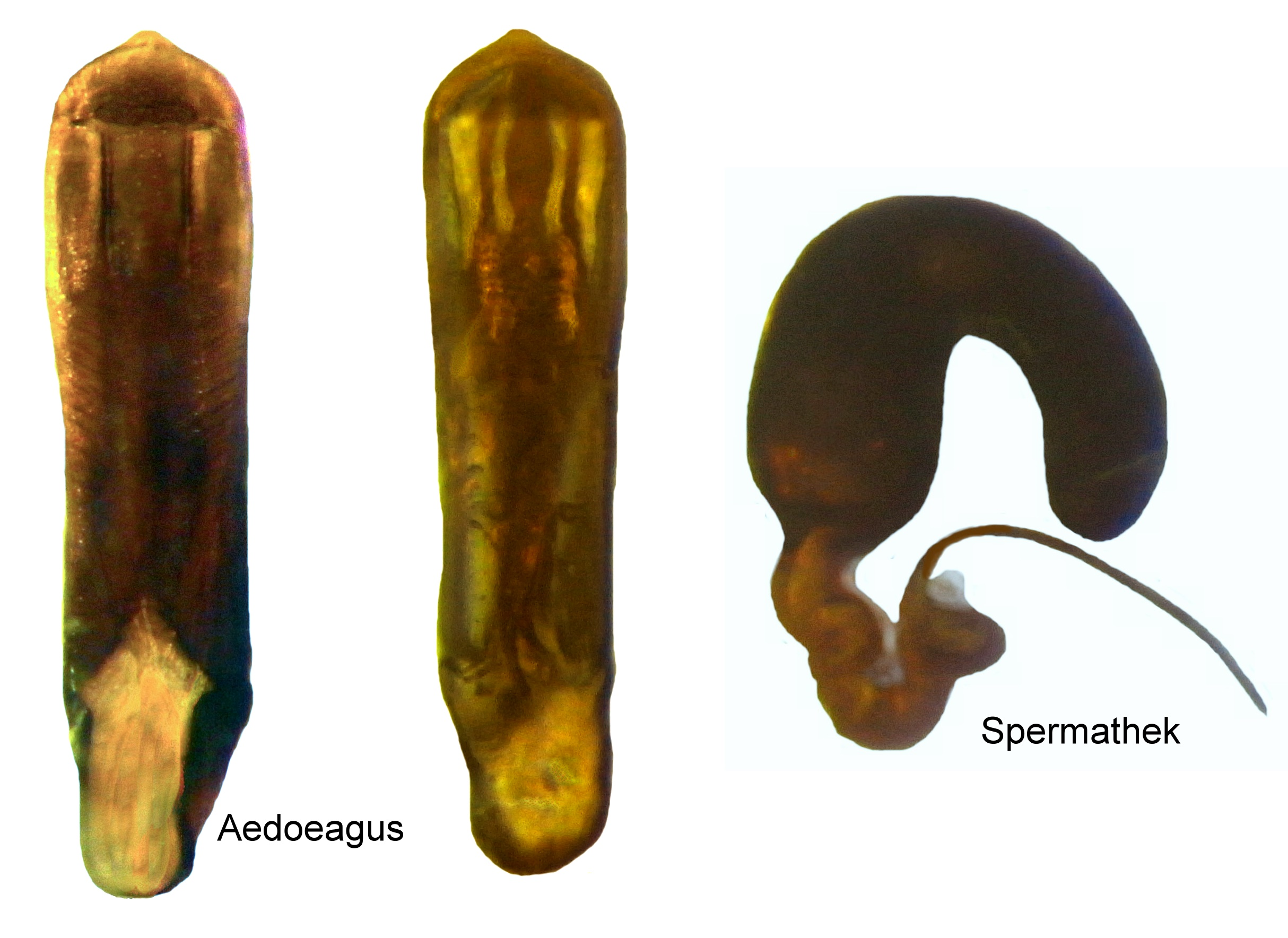